# Corona del Corvo
La Corona del Corvo (in dzongkha: དབུ་ཞྭ་བྱ་རོག་ཅན་; traslitterato: dbu-zhva bya-rog-can) è la corona ufficiale dei re del Bhutan.

## Storia

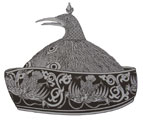
La corona del corvo indossata dai re del Bhutan.

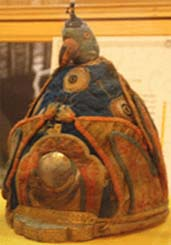
Il primo prototipo di corona del corvo realizzata in forma di elmo.

Rappresentazione della corona del corvo.

La monarchia ereditaria della dinastia Wangchuck nello stato himalayano del Bhutan venne fondata nel 1907. Il primo re della dinastia Wangchuck, Ugyen Wangchuck (1862–1926), fu una figura carismatica che sorse al potere dopo un periodo turbolento personale e dello stato.
Egli adottò come unico simbolo della sua autorità una corona di raso e seta sormontata dalla testa di un corvo. L'uccello rappresenta ancora oggi una sorta di "Mahakala", divinità guardiana del Bhutan. La forma di questa corona venne a sua volta derivata dall'elmo da battaglia del padre di Ugyen, Jigme Namgyal (1825–1881). noto col nome di "reggente nero", il quale l'aveva indossata in tutti gli scontri che poi avevano portato i suoi nemici a sottomettersi a lui.
La corona del corvo è attualmente la corona ufficiale indossata dai re del Bhutan ed il corvo è divenuto l'uccello nazionale, al punto che un tempo ucciderne uno era un crimine punibile con la morte.